# Emma Rouse
Emma Rouse (ur. 1 września 1991) – nowozelandzka judoczka.
Uczestniczka mistrzostw świata w 2017 i 2018. Startowała w Pucharze Świata w latach 2010-2013 i 2015. Zdobyła pięć medali mistrzostw Oceanii w latach 2011 - 2018. Mistrzyni kraju w 2011, 2013 i 2016 roku.